# Narozeniny
Výrazem narozeniny se označuje výročí narození, respektive kalendářní den, ve kterém se daná osoba narodila.

## Jazykový původ
Výraz narozeniny představuje pomnožné podstatné jméno, které je odvozeninou od slova narození.

## Specifika
Výrazem kulatiny (kulatá životní jubilea) jsou označovány narozeniny, kdy je počet let dané osoby tzv. kulatý (např. 30, 50 atp., tedy počet let dělitelný deseti). Životnímu jubileu je zpravidla věnována větší pozornost, než "klasickým" narozeninám.
Osoby narozené 29. února v přestupném roce mají narozeniny oficiálně 29. února, avšak v nepřestupném roce se jejich narozeniny „posunou“ buď na 28. února nebo na 1. března.

## Slavení narozenin

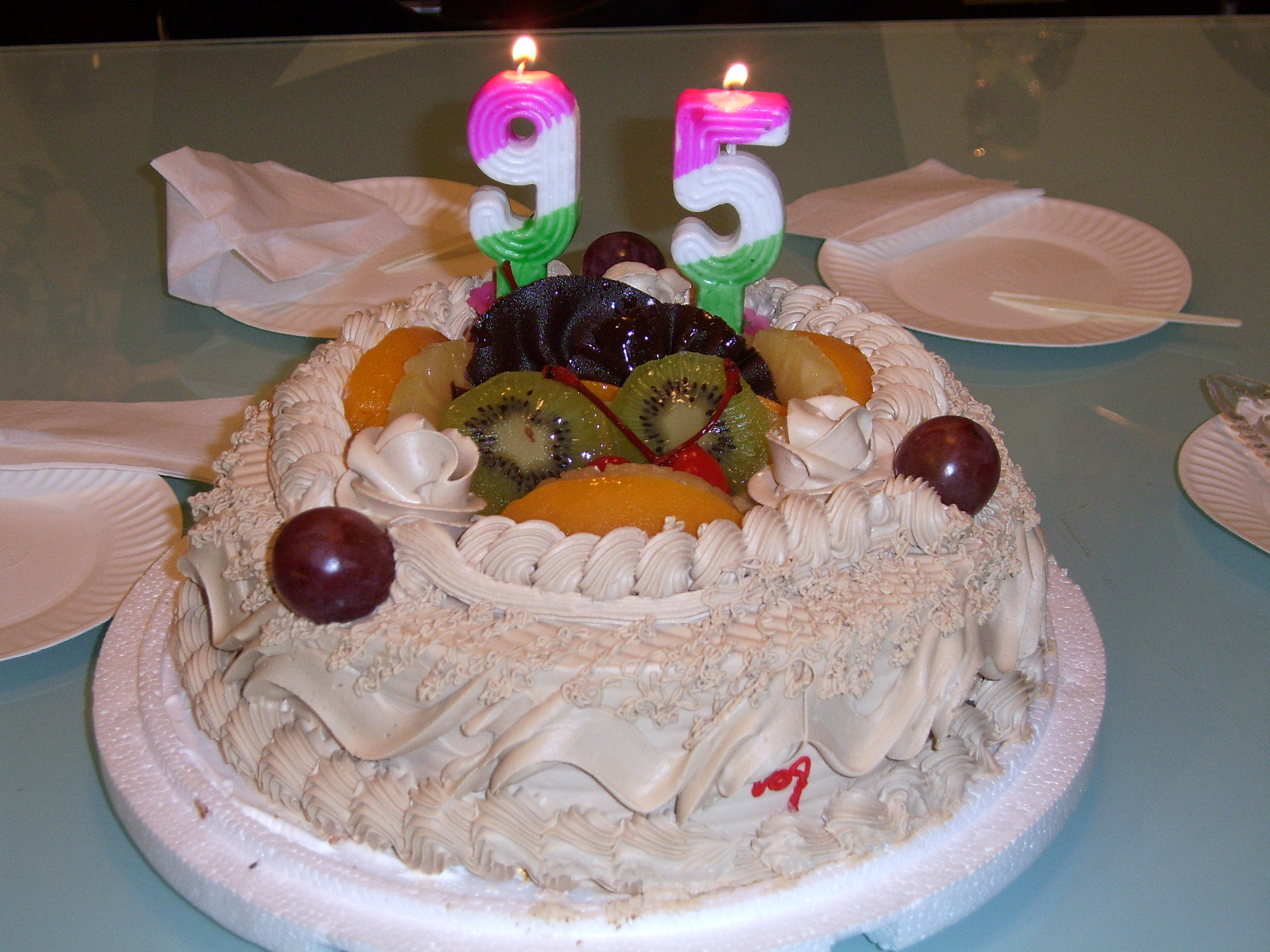
Dort k 95. narozeninám

V mnoha zemích a kulturách bývá zvykem narozeniny s příbuznými a přáteli oslavovat. Ten, kdo má v daný den narozeniny, je tak označován jako oslavenec.
Na oslavě se používají balonky, svíčky, dárky, dorty, ozdobné kapesníky.
Podoba oslav narození, jak mohou být narozeniny nazývány, se odvíjí mj. podle zvyklostí v dané zemi, kultuře a rodině oslavence.
Především ve vyspělých zemích je obvyklé, že oslavenec dostává různé dárky (drobnosti, ale i velké a hodnotné dary). Součástí oslavy bývá i dort ozdobený svíčkami, jejichž počet většinou odpovídá aktuálnímu věku oslavence. Většinou proto, že není neobvyklé, že po dosažení určitého věku, má na dortu oslavenec jen symbolický počet svíček (např. 1 svíčka za každých 10 let věku). Případně jsou na dortu svíčky ve tvaru číslic odpovídajících věku oslavence (fotografie napravo).
V některých zemích hlavně v Severní Americe a v Evropě existuje zvyk narozeninový výprask, kdy oslavenec dostane za každý rok od jeho narození na zadek jednu ránu. Jako nástroj pro narozeninový výprask se především v Americe používá prkénko, do kterého bývají vyvrtány otvory a prkénko tak slouží i jako podnos pro nošení panáků s lihovinami. Tento zvyk je obdobou zvyku „dát hobla“, kdy oslavence dva lidé chytnou za ruce a za nohy a kývou s ním tak, aby narážel do člověka, který klečí vedle oslavence, za každý rok narození dostane oslavenec jedno zhoupnutí.
Ve španělsky hovořících zemích je zvykem oslavence vytahat za uši tolikrát, kolik je mu let.
Pokud se v rodině oslavence, případně širokého příbuzenstva nebo přátel a známých oslavence, tzv. sejde např. ještě jedna osoba narozená ve stejný kalendářní den, není neobvyklé, že oba oslavenci slaví své narozeniny společně.

## Neslavení narozenin
Někteří jedinci nebo skupiny narozeniny neslaví. Důvody bývají estetické, etické, náboženské. Jako mnoho jiných odlišností bývá důvodem posměchu či urážek.